# Viaduct Rijksweg 9-Gaasp
Het viaduct Rijksweg 9-Gaasp (Amsterdams brugnummer 218P) is een bouwkundig kunstwerk in Amsterdam-Zuidoost en deels ook in Diemen.
Hier lag eeuwenlang niets anders dan water (voor inpoldering) of agrarisch gebied (na inpoldering) met de buurtschap Gaasperdam. Echter Amsterdam rukte naar het zuiden op met de aanleg van de wijk Amsterdam-Zuidoost. Om al dat af- en toestromende verkeer te kunnen verwerken werd de Gaasperdammerweg aangelegd waarvoor de buurtschap moest verdwijnen. Deze weg groeide van de bedoelde stadsautosnelweg uit tot een rijksweg. De weg kwam op een kilometerslang dijklichaam te liggen. In maart 1982 was het dan zover; deze verbinding tussen rijksweg 1 en rijksweg 2 werd geopend.    
Een van de eerste kunstwerken die men tegenkwam vanaf de Rijksweg 1 was een brug annex viaduct over de Provinciale weg 236 en de Weespertrekvaart/Gaasp, alles in één overspanning ondersteund door brugpijlers. De weg ter plaatse bestond uit twee rijstroken plus een vluchtstrook voor beide richtingen.
De weg gaf ter plaatse een scheiding tussen de woonwijk Kantershof en het Gaasperpark waar de Floriade 1982 werd gehouden. Tijdens de opening gaf Rijkswaterstaat, beheerder van de weg en brug, aan dat ze verwachten dat er veel gebruik gemaakt zou worden van de weg. Kosten van het gehele project 125 miljoen gulden. Om geluidsoverlast in Kantershof te voorkomen/verminderen werd een geluidsscherm aan de noordzijde geplaatst. 
Het was gedaan met de rust van dit gebied, want het autoverkeer nam toe en toe; de vluchtstroken werden opgeofferd voor rijstroken tijdens de spits. In de 21e eeuw werd ook die situatie onhoudbaar. Vanaf 2012 ging daarom het Project Schiphol-Amsterdam-Almere van start, toen het grootste wegenbouwproject in Nederland. Dit project zorgde er mede voor dat de Gaasperdammerweg van op een dijklichaam verhuisde naar de Gaasperdammertunnel. De weg werd verbreed naar tweemaal vijf rijstroken met wisselstrook. Om deze wegverdeling voort te kunnen zetten moest het in circa 1980 gebouwde kunstwerk vervangen worden. Omdat het verkeer doorgang moest vinden werd geopteerd voor een gescheiden bouw van twee viaducten. Vanaf augustus 2015 werd gebouwd aan het zuidelijke viaduct dan ten zuiden van de oude brug werd gebouwd. Het jaar daarop kon al het verkeer over die brug, waarop de oude brug gesloopt kon worden. Weer een jaar later (augustus 2017) was ook de noordelijke brug gebruiksklaar, relatief snel omdat gebruik gemaakt kon worden van de paalfundering van de oude brug. De rijksweg was echter niet zover, maar op 5 juli 2020 kon het noordelijk viaduct in gebruik worden genomen; het zuidelijke viaduct op 23 november 2020. Wel moest er toen nog gewerkt worden aan het voet- en fietspad dat aan de zuidzijde van het zuidelijke viaduct werd geplaatst op nadrukkelijk verzoek van omwonenden. Ook dit viaduct werd begrensd door geluidsschermen.
Voor de overspanning werd gebruik gemaakt van prefab betonnen kokerliggers met een lengte tot wel 57 meter, breedte tot 2 meter en een gewicht van 230.000 kilo. Prefab was nodig omdat ter plaatste relatief weinig ruimte is om te manoeuvreren en er snel gewerkt moest worden.

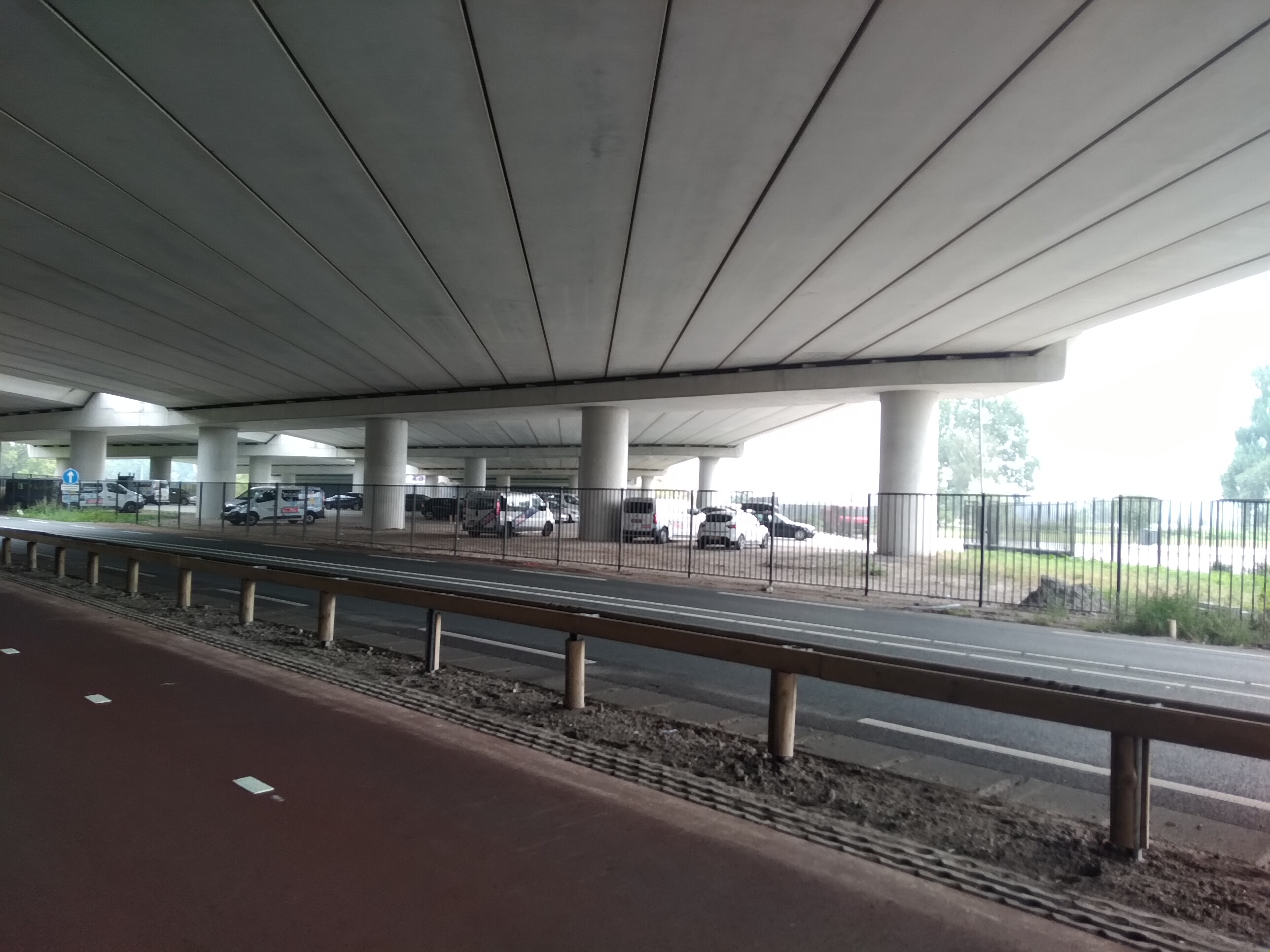
Onderzijde zuidelijk viaduct (september 2021)